# 乌鸦座TV
烏鴉座TV，也稱為湯博的恆星，是在烏鴉座的一顆大熊座SU型矮新星。1932年5月25日，克萊德·湯博在尋找遙遠的行星時，偶然發現了這一顆神秘的12等星，後來大衛·李維於1990年確認其為矮新星。

## 發現
1932年5月25日上午11點，湯博在1931年3月23日拍攝的乾版片上注意到了這個天體。他在1930年至1944年間，對該天區拍攝了362片乾版，尋找海王星外的行星。由於在其它乾版片上看不到，他懷疑這是一顆新星。他告訴了他的上司卡爾·奧托·蘭普蘭，但這一發現沒有進一步報導。1988年，變星觀察者大衛·李維在研究和撰寫湯博的傳記時發現了這個天體。他在檢查了260張橫跨之後60年的照片後，又發現了9次爆炸，然後他開始觀測這顆恆星。經過近70個夜晚，他終於在1990年3月23日看到了一次爆發。他提議將這顆星命名為湯博之星。

## 位置
烏鴉座TV與眾不同之處在於它不像大多數其它激變變星，而離銀河平面很遠。1996年，豪厄爾和同事計算出它距離地球350±250秒差距。

## 性質
該系統由一顆白矮星和一顆供體伴星組成，每1.5096小時（90.54分鐘）圍繞一個共同的重心運行一周。白矮星通過它的洛希瓣將另一顆恆星的物質吸到吸積盤上，吸積盤被加熱並在坍縮前改變粘度，通常在這些爆發中達到13等，在安靜時保持在19等附近。在烏鴉座TV中，這些爆發可以分為頻繁的爆發和兩種不太頻繁的超級爆發，這是在一組被稱為大熊座SU星的矮新星中發現。AAVSO記錄到的最大亮度為12.2等。
據計算，這顆供體恆星的質量只有太陽的10.8%。現在人們認為它是一顆棕矮星；它與作伴的白矮星之間的距離小於太陽的直徑。